# Aptostichus stanfordianus
Aptostichus stanfordianus är en spindelart som beskrevs av Smith 1908. Aptostichus stanfordianus ingår i släktet Aptostichus och familjen Cyrtaucheniidae. Inga underarter finns listade i Catalogue of Life.